# Medicina egizia
La medicina egizia è contemporanea a quella mesopotamica.

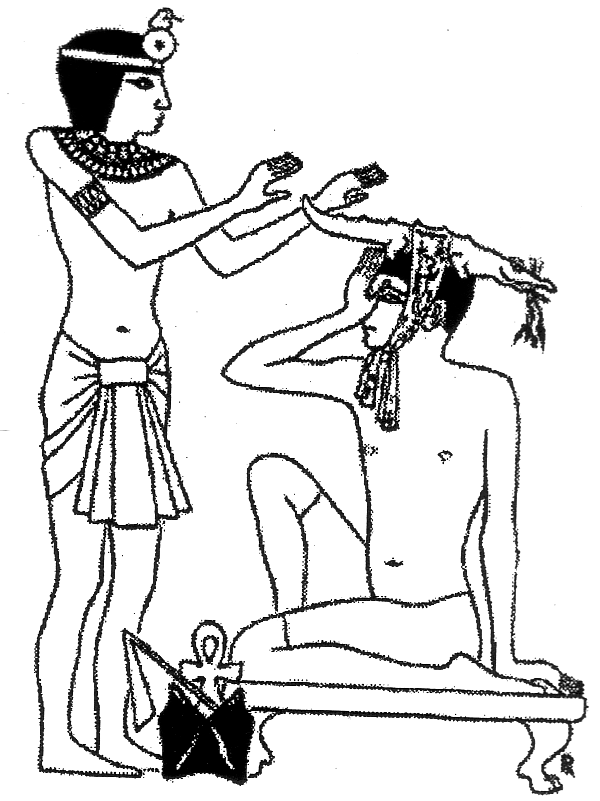
Trattamento della emicrania a base di un impiastro di erbe con un coccodrillo di argilla, ritrovato in un vaso greco.

Durante i tremila anni della storia dell'antico Egitto si sviluppò una grande, variata e fruttifera tradizione medica. Erodoto arrivò a chiamare gli egizi il popolo dei sanissimi, grazie all'importante sistema sanitario che possedevano, e all'esistenza di un medico per ogni infermità (prima segnalazione della specializzazione in campo medico).
Nella Odissea di Omero, si afferma che l'Egitto è un paese “la cui terra fertile produce tantissimi farmaci”, e dove ”ogni persona è un medico”. E di loro Omero affermava che fossero i migliori. La medicina egizia mantiene in larga misura, una concezione magica della infermità, e comincia a sviluppare un interesse pratico per l'anatomia, la salute pubblica e la diagnosi, la qual cosa presuppone un avanzamento importante nel modo di comprendere la genesi delle malattie.
I primi riferimenti appartengono alla prima epoca monarchica (2700 a. C.).
Secondo Manetone, sacerdote e storico egizio, Atotis o Aha, faraone della prima dinastía, praticò l'arte della medicina, scrivendo trattati sull'arte della dissezione.
Gli scritti di Imhotep, visir del faraone Necherjet Dyeser, sacerdote, astronomo, medico e primo architetto conosciuto, datano lo stesso periodo. La sua fama come medico fu tale che fu deificato, e considerato il dio egizio della medicina.
Troviamo anche Hesyra, il primo medico dentista con il titolo di "Capo dei dentisti e dei medici" nonché scriba, come scritto nella sua tomba a Saqqara. Altri medici noti dell'antico impero antico (dal 2500 al 2100 a. C.) furono Sachmet (medico del faraone Sahura) o Nesmenau, direttore di una delle case della vita, ovvero templi dedicati alla protezione spirituale del faraone ed al contempo proto-ospedali, nei quali si insegnava agli alunni di medicina, mentre si curavano i malati.
Il primo medico donna conosciuta fu Peseshet, che esercitò la sua attività durante la IV dinastia, oltre al suo ruolo di supervisore, Peseshet faceva la levatrice in una scuola medica a Sais.
Quando Ippocrate passeggiava con i suoi adepti nell'isola di Coo, disquisendo sui mali dell'umanità, altro non faceva che trasmettere il sapere degli Egizi che, con i loro papiri, hanno tramandato i primi fondamenti della medicina e chirurgia.

## Religione
Vari dei vigilano sull'esercizio della medicina: Thot, dio della scienza, Sejmet dio della misericordia, e della salute, Duau e Horus dei della sanità degli occhi, Tueret, Heget e Neith protettori della gravida durante il parto e lo stesso Imhotep.

## Le fonti
La conoscenza sulla medicina e chirurgia egizia è stata favorita dal clima egiziano che ha permesso la conservazione di numerosi papiri con riferimenti medici redatti in scrittura geroglifica (hieròs = "sacro", glýphō = "registrare, scrivere, ovvero “le parole sacre”") o ieratica. La maggior parte dei testi è scritta in ieratico, come il "Papiro Chester Beatty"; altri in demotico ed alcuni sono scritti su ostraca. Un'altra fonte è studio sistematico delle mummie che con le moderne tecnologie mediche, consente di fare un quadro preciso sulle patologie degli Egizi e le relative terapie.
- Il papiro di Rameusseum (1900 a.C.), nel quale si descrivono ricette e formule magiche.
- Il papiro Kahun (1850 a.C.) che tratta materie tanto disparate come ostetricia, veterinaria ed aritmetica.
- Il papiro Ebers (1550 a.C.), uno dei più importanti e dei più grandi documenti scritti dell'antico Egitto, misura più di 20 metri di lunghezza e trenta centimetri di larghezza e contiene 877 commi che descrivono numerose malattie in vari campi della medicina come l'oftalmologia, la ginecologia, la gastroenterologia, e le loro corrispondenti prescrizioni. Questo papiro include la prima relazione scritta sui tumori.
- Il papiro Edwin Smith (1650 a.C.) di contenuto principalmente chirurgico: l'informazione medica contenuta nel papiro Edwin Smith include l'esame obiettivo, la diagnosi, il trattamento e la prognosi di numerose patologie, con speciale interesse a diverse tecniche chirurgiche e descrizioni anatomiche, ottenute nel corso dei processi di imbalsamazione e mummificazione, dei cadaveri.

In questo papiro, vennero stabilite per la prima volta tre livelli di prognosi, in modo simile alla medicina moderna: favorevole, dubbioso ed infausta.
- Il papiro Hearst (1550 a.C.) che contiene descrizioni mediche, chirurgiche ed alcune formule magistrali.
- Il papiro di Londra (1350 a.C.), dove si mischiano ricette e formule magiche.
- I papiri di Berlín (il "libro del cuore") (1300 a.C.) che descrivono con sufficiente precisione alcune patologie cardiache.
- Il papiro medico Chester Beatty (1300 a.C.) ricettario vario.
- Il papiro Carlsberg (1200 a.C.) di tematica ostetrica ed oftalmologica.
- la tomba di Tetinebfu, medico reale probabilmente di Pepi II, mago, dentista, farmacista e incantatore di Serket, cioè lo specialista nella cura dei morsi velenosi. Per i colori e la qualità delle decorazioni si tratta di una delle tombe meglio conservate (al 2024).[2][3]

## La medicina
Il papiro Ebers descrive tre tipi di medici nella società egizia:
- I sacerdoti di Sejmet, mediatori con le divinità e conoscitori di un ampio assortimento di droghe, tra questi Sabni, che godeva del titolo di "Medico capo e scriba della parola del dio"
- I medici civili, (sun-nu), capaci di effettuare guarigioni con la magia.
- Aiutanti, denominati ut che non erano considerati terapeuti, assistevano in gran numero alla casta medica, anticipando la corporazione degli infermieri.

L'istituzione medica nell'antico Egitto, a partire dalla I dinastia, fino alla XIX dinastia, dispone per i medici una assicurazione medica, pensione e la licenza per malattia, ed un orario di lavoro di otto ore giornaliere.
Gli egiziani non identificavano le malattie bensì cercavano le cause dei sintomi specifici, che secondo loro erano addebitabili, per lo più, ad agenti esterni che le loro cure tentavano di distruggere o di estromettere; questo modello eziologico era legato sia alla concezione dell'origine del mondo sia alle credenze sulle influenze delle forze superiori.

Grande impegno era profuso nello studio dell'anatomia umana. Le descrizioni offerte dai testi egizi sono numerose, e un esempio è quella del cuore e dell'apparato circolatorio, che viene fatta nel trattato “Il segreto del medico: conoscenza del cuore”, contenuto nel papiro Edwin Smith:
"Il cuore è una massa di carne origine della vita e centro del sistema vascolare. [...] Attraverso la pulsazione il cuore parla ai vasi ed alle membra del corpo."

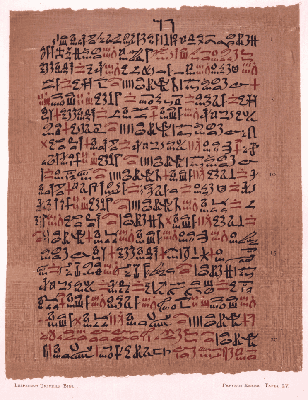
Papiro Ebers

L'esame delle mummie ha rivelato malattie quali arteriosclerosi, carie, artrite, vaiolo e tumore ma anche dalle raffigurazioni è possibile dedurre alcune patologie, come per esempio:
- nello studio della figura del faraone Akhenaton si evidenziano arti allungati, cranio dolicocèfalo (cioè allungato nella parte posteriore), viso allungato, fianchi larghi e adiposi, sintomi riconducibili alla sindrome genetica di Marfan, escludendo così la prima ipotesi di Sindrome di Fröhlich (Hera - n.97 - Una sindrome per Akhenaton);
- anche le figlie di Akhenaton avevano crani deformati e mentre in un primo momento si era ipotizzato che fosse una convenzione artistica, oggi è più accreditata la teoria della malattia genetica ereditaria (Hera, n. 97 - Una sindrome per Akhenaton);
- il sacerdote Rensi, nella stele, è raffigurato con una malformazione chiamata piede equino ed ha l'arto inferiore atrofizzato, tanto che doveva usare il bastone per camminare;
- la regina Ity di Punt, raffigurata in un rilievo del tempio di Hatshepsut, doveva soffrire di lipodistrofia o steatosi, poiché era obesa e con i fianchi deformati.

Le malattie più comuni erano:

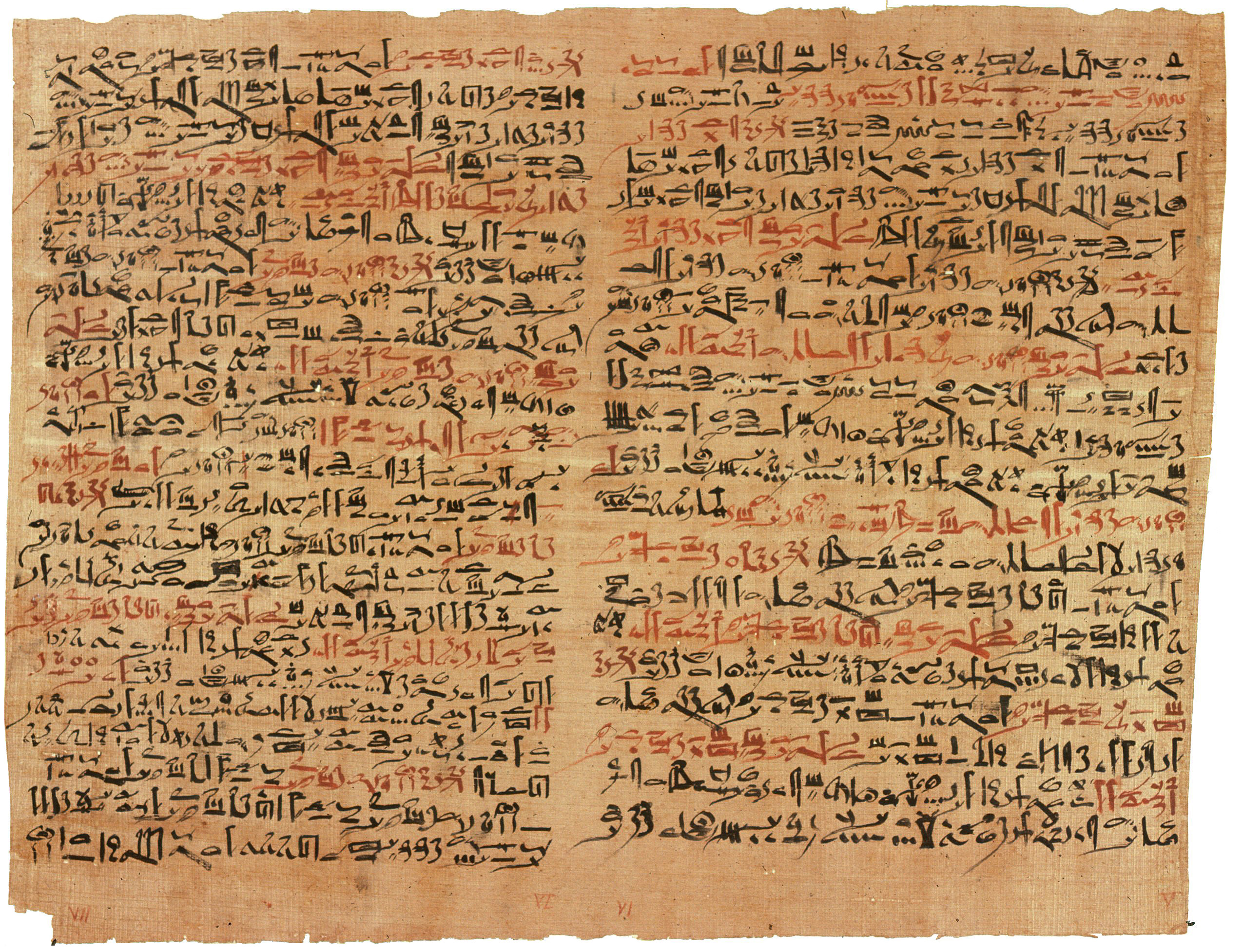
Papiro medico di Smith

- cefalea e vene varicose, dovute spesso alla temperatura climatica elevata;
- bilharziosi, per contatto con acqua infetta;
- pneumoconiosi;
- gobba, dovuta a tubercolosi vertebrale o malformazioni;
- malnutrizione e rachitismo, patologie tipiche della popolazione più povera;
- lebbra;
- obesità;
- poliomielite;
- malattie del tratto gastrointestinale.

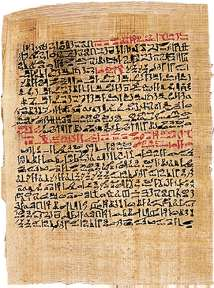
Papiro medico di Ebers

La sabbia del deserto, se inalata, causava malattie respiratorie e se masticata, insieme con gli alimenti, usurava i denti causando parecchie dolorose patologie.
Anche gli occhi, tra sabbia e acqua del Nilo, andavano soggetti a congiuntiviti e il tracoma era molto diffuso, viste le numerose raffigurazioni di individui ciechi.
I medici egizi visitavano il malato accuratamente ed una volta fatta la diagnosi prescrivevano la terapia contro il dolore, come ci dice il testo del "Papiro Edwin Smith".
Molte medicine sono state identificate ed erano costituite per la maggior parte da vegetali quali sicomoro, ginepro, incenso, uva, alloro, e cocomero. Anche il salice, tkheret in egizio, secondo il "Papiro Ebers" era usato come analgesico mentre del loto veniva usato sia il fiore che la radice ed era somministrato come sonnifero.
I frutti della palma servivano per curare le coliti, allora molto frequenti; con l'orzo, si faceva la birra che serviva come eccipiente, o diluente, e con il grano veniva fatta la diagnosi di gravidanza. Gli Egizi usavano anche elementi animali quali la carne per le ferite, il fegato e la bile per lenire il dolore agli occhi. Di quest'ultima è stata attestata l'efficacia anche di recente.
Il latte, sia di mucca, sia di asina che di donna, era integrato come eccipiente e il principio attivo più usato era di sicuro il miele che per le sue tante proprietà serviva per le patologie respiratorie, ulcere e ustioni, come recita il "Papiro medico di Berlino".
Tra i minerali, usati in medicina, troviamo il natron, chiamato neteri cioè il puro, il sale comune e la malachite che curava le infezioni agli occhi ed era usata sia come farmaco che come cosmetico nella profilassi.

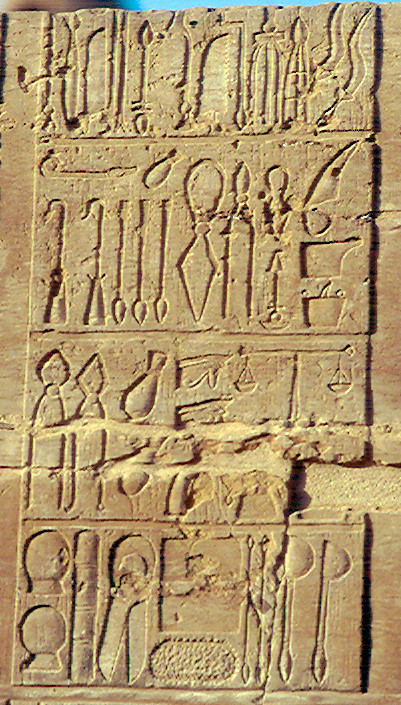
Strumentario medico e chirurgico

Sempre dal "Papiro Ebers" apprendiamo che, come droga, si usava l'oppio, chiamato shepen e importato da Cipro, sia per il dolore che per il pianto dei bambini. In alcune raffigurazioni della tomba di Sennedjem, è stata riconosciuta la mandragola, in egizio rermet, usata come sonnifero e per le punture d'insetto. Esisteva anche la cannabis, shenshenet, che veniva somministrata, in particolare per via orale e per inalazione, ma anche per via rettale e vaginale, mentre l'elleboro era usato come vero e proprio anestetico, ma in maniera empirica e con dosaggi errati tanto che spesso il malato passava direttamente dalla narcosi alla morte.
Tra le terapie vi erano anche i massaggi, come rappresentato nella mastaba di Khnumhotep, che venivano usati per vene varicose e per lenire numerose patologie il cui sintomo principale era il dolore. Era conosciuta la tecnica delle inalazioni che erano composte da mirra, resine, datteri e altri ingredienti. Ma per i morsi velenosi dei serpenti, gli Egizi, non avevano altra cura se non quella di affidarsi alle dee Iside e Mertseger recitando le litanie magiche.
L'antico popolo della Valle del Nilo ci ha lasciato più di mille ricette ma di sicuro qualcuna è solo molto fantasiosa come quella che, per combattere l'incanutimento consigliava l'uso di un topo bollito nell'olio. Olio di palma, ovviamente, perché l'ulivo arriverà molto più tardi, con la dinastia tolemaica.
Nel tempio di Kom Ombo, nell'Alto Egitto, vicino ad Assuan, sono raffigurati, sulla parte nord del recinto esterno, strumenti medici e chirurgici quali bendaggi, seghe, forbici, bisturi, forcipi e contenitori vari per medicamenti. Ma recentemente si è ipotizzato che fossero solo attrezzi rituali per cerimonie religiose. Accanto allo strumentario, vi sono alcune ricette mediche con tanto di componenti e dosi. Ma la chirurgia, non si sviluppò come la medicina. forse per scarse conoscenze fisiologiche e per carenza di guerre. A conferma di ciò, sia il "Papiro Ebers" che il "Papiro Smith", detto anche "Libro delle ferite", citano solo dati clinici, pur molto precisi, ma non descrivono interventi chirurgici. Incredibilmente, vista la pratica religiosa di imbalsamare i morti, vi era scarsa conoscenza dell'anatomia e della chirurgia specialistica. Gli Egizi, infatti, intervenivano chirurgicamente solo in piccole patologie, come foruncoli o ascessi, o direttamente con l'amputazione di arti. Inoltre, pur avendo un'apparente rigorosità, tutte le pratiche mediche dovevano essere accompagnate da specifiche formule apotropaiche.
Gli Egizi avevano, comunque, capito l'importanza dell'igiene. Durante il giorno, si lavavano spesso le mani, e facevano la doccia giornaliera, con acqua versata dalle brocche, che erano anche parte integrante del corredo funerario. Non usavano mai acqua stagnante perché poteva contenere ogni genere di larve.
Curavano l'igiene di bocca e denti, effettuata con bicarbonato di sodio. Anche unghie e capelli erano lavati quotidianamente e poiché non esisteva il sapone venivano usati oli profumati e complessi unguenti che rendendo la pelle integra, e quindi non screpolata, impedivano l'introduzione, nell'organismo, di germi e batteri. Oltre alle brocche per la doccia, vi erano anche le vaschette per pediluvi raffigurate anche, come geroglifico vero e proprio, nella tomba di Rahotep.

Vi era l'usanza di togliere i sandali per entrare nei templi che nasceva dall'esigenza di non introdurre impurità dall'esterno.
Questa regola valeva anche per il sovrano e nella Tavolozza di Narmer, un uomo porta in una mano i sandali del re e nell'altra una piccola brocca con acqua. Aveva il titolo di "Sandalaio".
Lo staff del docente di antropologia Brunetto Chiarelli svolse un'accurata indagine sulle mummie per determinare il gruppo sanguigno e quindi una paleogenetica per gli antichi egizi, sfruttando il metodo Pickworth che ha consentito di rilevare tracce di emazie; la conclusione è stata che il sangue del 40 per cento delle mummie appartiene al gruppo A, mentre il 22 per cento al gruppo B e al gruppo 0 e solo un 17 per cento al gruppo AB.